# Faza eliminatorie a Ligii Campionilor 2013-2014
Meciurile din faza eliminatorie a Ligii Campionilor 2012-2013 s-au desfășurat între 18 februarie și 24 mai 2013. Finala a avut loc pe Estádio da Luz din Lisabona, Portugalia.

## Datele tragerilor la sorți și a meciurilor
Toate tragerile la sorți au avut loc la sediul UEFA din Nyon, Elveția.
| Rund               | Data și ora tragerii la sorți | Prima manșă                             | Manșa secundă                           |
| ------------------ | ----------------------------- | --------------------------------------- | --------------------------------------- |
| Optimi de finală   | 16 decembrie 2013, 12:00      | 18–19 & 25–26 februarie 2014            | 11–12 & 18–19 martie 2014               |
| Sferturi de finală | 21 martie 2014, 12:00         | 1–2 aprilie 2014                        | 8–9 aprilie 2014                        |
| Semifinale         | 11 aprilie 2014, 12:00        | 22–23 aprilie 2014                      | 29–30 aprilie 2014                      |
| Finala             | 11 aprilie 2014, 12:00        | 24 mai 2014 pe Estádio da Luz, Lisabona | 24 mai 2014 pe Estádio da Luz, Lisabona |

## Echipe calificate
| Reprezentarea culorilor               |
| ------------------------------------- |
| Urna echipelor cotate pentru optimi   |
| Urna echipelor necotate pentru optimi |

| Group | Winners             | Runners-up             |
| ----- | ------------------- | ---------------------- |
| A     | Manchester United   | Bayer Leverkusen       |
| B     | Real Madrid         | Galatasaray            |
| C     | Paris Saint-Germain | Olympiacos             |
| D     | Bayern München      | Manchester City        |
| E     | Chelsea             | Schalke 04             |
| F     | Borussia Dortmund   | Arsenal                |
| G     | Atlético Madrid     | Zenit Sankt Petersburg |
| H     | Barcelona           | Milan                  |

## Optimi de finală
Tragerea la sorți a avut loc pe 16 decembrie 2013. 
Manșa tur va avea loc pe 18, 19, 25 și 26 februarie iar manșa retur va avea loc pe 11, 12, 18, 19 martie 2014.
| Echipa 1               | Scor gen. | Echipa 2            | Tur | Retur |
| ---------------------- | --------- | ------------------- | --- | ----- |
| Manchester City        | 1–4       | Barcelona           | 0–2 | 1–2   |
| Olympiacos             | 2–3       | Manchester United   | 2–0 | 0–3   |
| Milan                  | 1–5       | Atlético Madrid     | 0–1 | 1–4   |
| Bayer Leverkusen       | 1–6       | Paris Saint-Germain | 0–4 | 1–2   |
| Galatasaray            | 1–3       | Chelsea             | 1–1 | 0–2   |
| Schalke 04             | 2–9       | Real Madrid         | 1–6 | 1–3   |
| Zenit Saint Petersburg | 4–5       | Borussia Dortmund   | 2–4 | 2–1   |
| Arsenal                | 1–3       | Bayern München      | 0–2 | 1–1   |

### Prima manșă
| Manchester City | 0–2    | Barcelona                  |
| --------------- | ------ | -------------------------- |
|                 | Report | Messi 54' (pen.) Alves 90' |

| Bayer Leverkusen | 0–4    | Paris Saint-Germain                               |
| ---------------- | ------ | ------------------------------------------------- |
|                  | Report | Matuidi 3' Ibrahimović 39' (pen.), 42' Cabaye 88' |

| Milan | 0–1    | Atlético Madrid |
| ----- | ------ | --------------- |
|       | Report | Costa 83'       |

| Arsenal | 0–2    | Bayern München       |
| ------- | ------ | -------------------- |
|         | Report | Kroos 54' Müller 88' |

| Zenit Sankt Petersburg     | 2–4    | Borussia Dortmund                          |
| -------------------------- | ------ | ------------------------------------------ |
| Shatov 57' Hulk 69' (pen.) | Report | Mkhitaryan 4' Reus 5' Lewandowski 61', 71' |

| Olympiacos                 | 2–0    | Manchester United |
| -------------------------- | ------ | ----------------- |
| Domínguez 38' Campbell 55' | Report |                   |

| Galatasaray | 1–1    | Chelsea   |
| ----------- | ------ | --------- |
| Chedjou 65' | Report | Torres 9' |

| Schalke 04      | 1–6    | Real Madrid                                     |
| --------------- | ------ | ----------------------------------------------- |
| Huntelaar 90+1' | Report | Benzema 13', 57' Bale 21', 69' Ronaldo 52', 89' |

### Manșa secundă
| Atlético Madrid                    | 4–1    | Milan    |
| ---------------------------------- | ------ | -------- |
| Costa 3', 85' Turan 40' García 71' | Report | Kaká 27' |

Atlético Madrid a câștigat cu scorul de 5–1 la general.
| Bayern München     | 1–1    | Arsenal      |
| ------------------ | ------ | ------------ |
| Schweinsteiger 55' | Report | Podolski 57' |

Bayern München a câștigat cu scorul de 3–1 la general.
| Barcelona             | 2–1    | Manchester City |
| --------------------- | ------ | --------------- |
| Messi 67' Alves 90+1' | Report | Kompany 89'     |

Barcelona a câștigat cu scorul de 4–1 la general.
| Paris Saint-Germain        | 2–1    | Bayer Leverkusen |
| -------------------------- | ------ | ---------------- |
| Marquinhos 13' Lavezzi 53' | Report | Sam 6'           |

Paris Saint-Germain a câștigat cu scorul de 6–1 la general.
| Chelsea             | 2–0    | Galatasaray |
| ------------------- | ------ | ----------- |
| Eto'o 4' Cahill 42' | Report |             |

Chelsea a câștigat cu scorul de 3–1 la general.
| Real Madrid                 | 3–1    | Schalke 04   |
| --------------------------- | ------ | ------------ |
| Ronaldo 21', 73' Morata 75' | Report | Hoogland 31' |

Real Madrid a câștigat cu scorul de 9–2 la general.
| Manchester United                 | 3–0    | Olympiacos |
| --------------------------------- | ------ | ---------- |
| Van Persie 25' (pen.), 45+1', 52' | Report |            |

Manchester United a câștigat cu scorul de 3–2 la general.
| Borussia Dortmund | 1–2    | Zenit Sankt Petersburg |
| ----------------- | ------ | ---------------------- |
| Kehl 38'          | Report | Hulk 16' Rondón 73'    |

Borussia Dortmund a câștigat cu scorul de 5–4 la general.

## Sferturi de finală
Tragerea la sorți a avut loc pe 21 martie 2014. Meciurile din prima manșă se vor juca pe 1 și 2 aprilie, iar manșele secunde pe 8 și 9 aprilie 2014.
| Echipa 1            | Scor gen. | Echipa 2          | Tur | Retur |
| ------------------- | --------- | ----------------- | --- | ----- |
| Barcelona           | 1–2       | Atlético Madrid   | 1–1 | 0–1   |
| Real Madrid         | 3–2       | Borussia Dortmund | 3–0 | 0–2   |
| Paris Saint-Germain | 3–3 (d)   | Chelsea           | 3–1 | 0–2   |
| Manchester United   | 2–4       | Bayern München    | 1–1 | 1–3   |

### Prima manșă
| Barcelona  | 1–1    | Atlético Madrid |
| ---------- | ------ | --------------- |
| Neymar 71' | Report | Diego 56'       |

| Manchester United | 1–1    | Bayern München     |
| ----------------- | ------ | ------------------ |
| Vidić 58'         | Report | Schweinsteiger 67' |

| Real Madrid                  | 3–0    | Borussia Dortmund |
| ---------------------------- | ------ | ----------------- |
| Bale 3' Isco 27' Ronaldo 57' | Report |                   |

| Paris Saint-Germain                           | 3–1    | Chelsea           |
| --------------------------------------------- | ------ | ----------------- |
| Lavezzi 4' David Luiz 61' (ag.) Pastore 90+3' | Report | Hazard 27' (pen.) |

### Manșa secundă
| Borussia Dortmund | 2–0    | Real Madrid |
| ----------------- | ------ | ----------- |
| Reus 24', 37'     | Report |             |

Real Madrid a câștigat cu scorul de 3–2 la general.
| Chelsea             | 2–0    | Paris Saint-Germain |
| ------------------- | ------ | ------------------- |
| Schürrle 32' Ba 87' | Report |                     |

3–3 la general. Chelsea câștigă datorită golului marcat în deplasare.
| Atlético Madrid | 1–0    | Barcelona |
| --------------- | ------ | --------- |
| Koke 5'         | Report |           |

Atlético Madrid a câștigat cu scorul de 2–1 la general.
| Bayern München                      | 3–1    | Manchester United |
| ----------------------------------- | ------ | ----------------- |
| Mandžukić 59' Müller 68' Robben 76' | Report | Evra 57'          |

Bayern München a câștigat cu scorul de 4–2 la general.

## Semifinale
Tragerea la sorți a avut loc pe 11 aprilie 2014. Meciurile din prima manșă s-au jucat pe 22 și 23 aprilie, iar cele din manșa secundă se vor juca pe 29 și 30 aprilie 2014.
| Echipa 1        | Scor gen. | Echipa 2       | Tur | Retur |
| --------------- | --------- | -------------- | --- | ----- |
| Real Madrid     | 5–0       | Bayern München | 1–0 | 0–4   |
| Atlético Madrid | 3–1       | Chelsea        | 0–0 | 1–3   |

### Prima manșă
| Atlético Madrid | 0–0    | Chelsea |
| --------------- | ------ | ------- |
|                 | Report |         |

| Real Madrid | 1–0    | Bayern München |
| ----------- | ------ | -------------- |
| Benzema 19' | Report |                |

### Manșa secundă
| Bayern München | 0–4    | Real Madrid                     |
| -------------- | ------ | ------------------------------- |
|                | Report | Ramos 16', 20' Ronaldo 34', 90' |

Real Madrid a câștigat cu scorul de 5–0 la general.
| Chelsea    | 1–3    | Atlético Madrid                       |
| ---------- | ------ | ------------------------------------- |
| Torres 36' | Report | Adrián 44' Costa 60' (pen.) Turan 72' |

Atlético Madrid a câștigat cu scorul de 3–1 la general.

### Finala
Finala s-a jucat în data de 24 mai 2014 pe stadionul Estádio da Luz din Lisabona, Portugalia. Câștigătoarea se va califica pentru Supercupa Europei 2014 și Campionatul Mondial al Cluburilor FIFA 2014.
| Real Madrid                                            | 4–1 (d.p.) | Atlético Madrid |
| ------------------------------------------------------ | ---------- | --------------- |
| Ramos 90+3' Bale 110' Marcelo 118' Ronaldo 120' (pen.) | Report     | Godín 36'       |